# 漕湖
31°29′09″N 120°33′52″E / 31.4858°N 120.5645°E
漕湖，原名巢湖、蠡湖，是一个位于中国江苏省苏州市相城区的湖泊，面积约为9平方千米，平均水深约为2.2米，蓄水量约为2000万立方米。该湖为越国大夫范蠡攻打吴国时开挖。2005年2月，列入江苏省湖泊保护名录。